# ریکه ایورسن
ریکه ایورسن (دانمارکی: Rikke Iversen؛ زادهٔ ۱۸ مهٔ ۱۹۹۳) بازیکن هندبال اهل دانمارک است.